# Détroit de Bellot
Pour les articles homonymes, voir Bellot.
Le détroit de Bellot (en anglais : Bellot Strait) est un bras de mer qui sépare la péninsule Boothia de l'île Somerset dans l'archipel arctique canadien, sur le territoire de Nunavut.

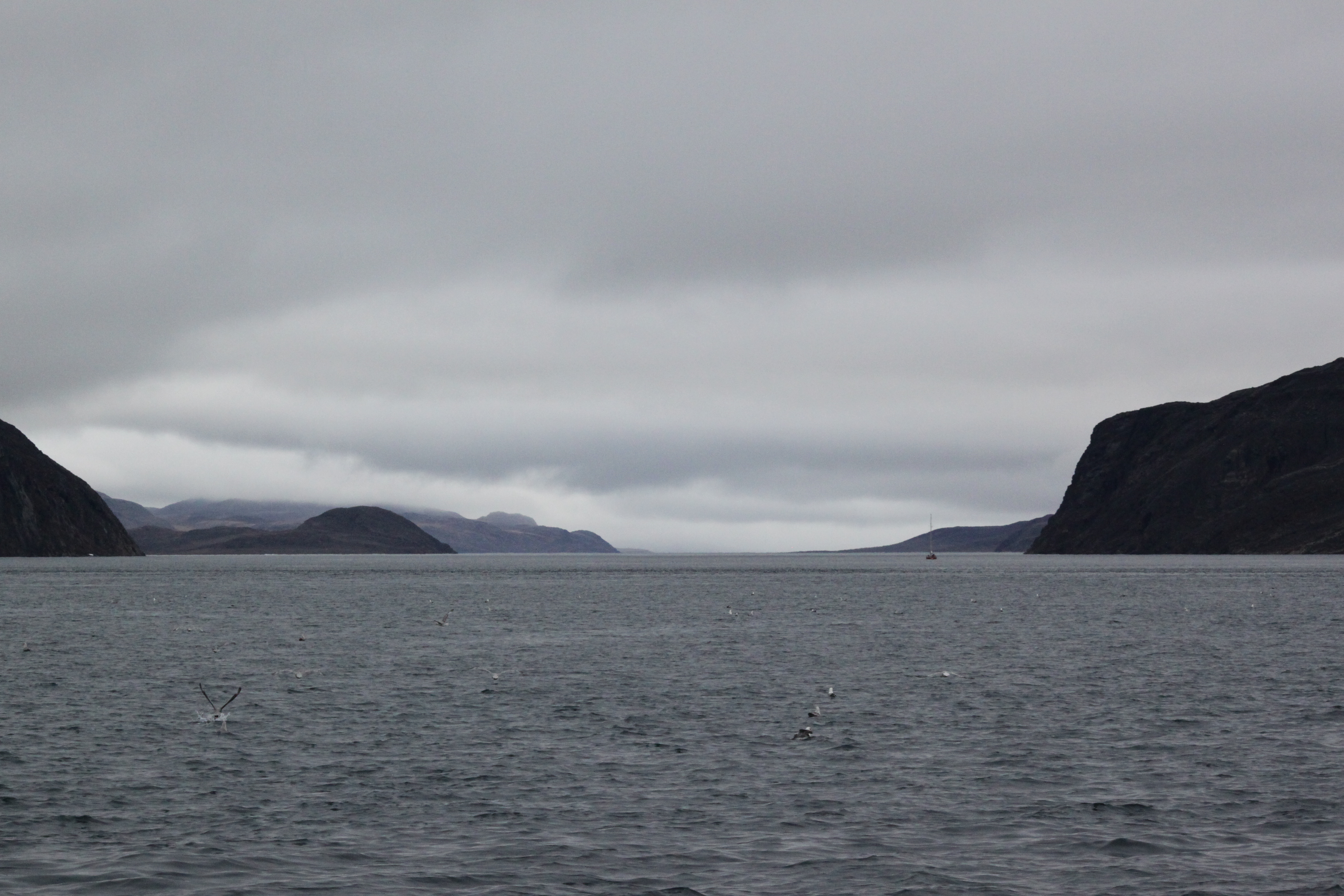
L'extrémité ouest du détroit.

Ce passage est long d'environ 35 kilomètres. À l'ouest, le détroit est large de 1 à 2 km sur une longueur de 25 km. À son débouché oriental dans le golfe de Boothia, il est large de 10 km. Ses rives sont abruptes et s'élèvent jusqu'à 450 m au nord et 750 m au sud. Le détroit de Bellot relie le canal du Prince-Régent et le golfe de Boothia, à l'est, au détroit de Franklin (en), à l'ouest. 
Il a été découvert en 1852 par l'expédition commandée par le capitaine William Kennedy, qui lui a donné le nom du lieutenant de vaisseau français Joseph-René Bellot, qui l'accompagnait dans cette expédition partie à la recherche de John Franklin.
Francis Leopold McClintock tente de le franchir en 1858 sans succès et hiverne à l'entrée est du détroit, au lieu dit Port Kennedy.
La navigation dans le détroit est rendue très difficile par la présence de nombreux petits icebergs. Le courant peut atteindre une vitesse de 8 nœuds et il change fréquemment de direction. Le premier bateau à avoir franchi ce détroit est, en 1937, l'Aklavik, appartenant à la Compagnie de la Baie d'Hudson. Il était piloté par Scotty Gall et naviguait d'ouest en est. Un petit comptoir commercial, Fort Ross (en), a été établi par la Compagnie de la baie d'Hudson à l'entrée orientale du détroit, en 1937. Il a été fermé onze ans plus tard, mais les bâtiments servent aujourd'hui de refuge aux Inuits et aux rares navigateurs qui empruntent le détroit.

## Dans la fiction
- Dans Les aventures du capitaine Hatteras de Jules Verne, le Forward traverse ce détroit bien avant le premier franchissement réel (chap. XVI).